# Soulside Journey
Soulside Journey ist das Debütalbum der norwegischen Metal-Band Darkthrone. Es erschien im Januar 1991 auf dem britischen Plattenlabel Peaceville Records.
Im Gegensatz zu den Folgealben, die für den nordischen Black Metal stilprägend waren, ist die Musik auf dem Album eindeutig dem Death Metal zuzuordnen.

## Entstehung
Dem Album gingen in den Jahren 1988 und 1989 insgesamt vier Demos voran, wobei auf den letzten beiden (Thulcandra und Cromlech) bereits fünf der Lieder des Debütalbums enthalten waren. Kurioserweise wurde der Titel Cromlech nicht für das gleichnamige Demo, sondern erst für das Album komponiert.
Die Aufnahmen zum Album fanden 1990 in den Sunlight-Studios in Stockholm statt. Unter dem Toningenieur Tomas Skogsberg galt dieses Tonstudio seinerzeit als prägend für den typischen skandinavischen, speziell schwedischen Death Metal; unter anderem entstanden hier frühe Alben von Entombed, Dismember, Grave und Amorphis. Das Album wurde dann 1991 auf CD und LP veröffentlicht.
Das Plattencover wurde von Duncan Fegredo gemalt und zeigt die Umrisse verschiedener Menschen auf einer weiten Ebene, darüber einen schwarzen Himmel mit der Silhouette einer undefinierbaren Maschine aus Zahnrädern. Es dominieren die Farben Schwarz, Weiß und Blau.
2001 erschien eine Neuauflage im Jewelcase, 2003 im Rahmen einer Reihe kompletter Darkthrone-Neuauflagen im Digipack. Diese Auflage war wie auch die übrigen von Peaceville wiederveröffentlichten Alben der Band mit einem Datentrack versehen worden, der ein am Computer abspielbares Videointerview mit der Band zum betreffenden Album enthielt. Zusätzlich erschien eine auf 1000 Einheiten limitierte Ausgabe als Picture-LP.
Ein weiteres Kuriosum ist die Nennung der Bandmitglieder auf dem Backcover. Während die Bandmitglieder später unter Pseudonymen auftraten, wurden hier noch die Klarnamen der Musiker genannt. Die Ausnahme bildet der Schlagzeuger Gylve Nagell, der hier unter dem Namen „Hank Amarillo“ genannt wird. Auf den Neuauflagen wird Nagell dagegen mit seinem späteren Künstlernamen „Fenriz“ genannt, der Rest der Bandmitglieder dagegen immer noch mit Realnamen.

## Titelliste
1. Cromlech – 4:11
2. Sunrise over Locus Mortis – 3:31
3. Soulside Journey – 4:36
4. Accumulation of Generalization – 3:17
5. Neptune Towers – 3:15
6. Sempiternal Sepulchrality – 3:32
7. Grave with a View – 3:27
8. Iconoclasm Sweeps Cappadocia – 4:00
9. Nor the Silent Whispers – 3:18
10. The Watchtower – 4:58
11. Eon – 3:39

## Stil
Die Musik orientiert sich im Wesentlichen am typischen skandinavischen Death Metal seiner Zeit, was durch die entsprechende basslastige Sunlight-Produktion noch verstärkt wird. Charakteristisch ist ferner ein Kontrast zwischen langsameren und schnellen Teilen. Vereinzelt wird auch auf Stilelemente des späteren Black Metal zurückgegriffen, welche hier in auf Dissonanzen aufbauenden Riffs bestehen (z. B. im Lied Cromlech).
Frank Albrecht von der Zeitschrift Rock Hard rückt in seiner Rezension zum Album den Musikstil in die Nähe der Band Death, weist aber auch auf andere Einflüsse hin:

„[…] man kann unschwer erkennen, daß DARK THRONE gerne Chuck Schuldiners Scheiben gehört haben, denn von der Strukturierung der Songs her erinnern sie stellenweise gehörig an Death […]. ‚Soulside Journey‘ ist einfach eine Synthese aus Florida-style Death Metal-Sound und urtypischen nordischen Einflüssen, die sich vor allem beim Sound, den Doom-Parts und dem Gesang bemerkbar machen.“

Die Texte, aufgrund derer Mitglieder der norwegischen Black-Metal-Szene wie Euronymous und Varg Vikernes das Album dem Black Metal zuordneten, sind von heidnischen Riten (Cromlech, vgl. die Bedeutung des Namens; Sempiternal Sepulchrality), antichristliche Themen (Sunrise over Locus Mortis, Grave with a View). Gelegentlich werden auch existenzielle oder transzendentale Grenzerfahrungen in surrealer Verarbeitung geschildert (Soulside Journey, The Watchtower). Ausnahmen bilden das geschichtlich inspirierte Iconoclasm Sweeps Cappadocia (vgl. Ikonoklasmus) und die Science-Fiction-Thematik in Neptune Towers (vgl. Neptun (Planet)).

## Rezeption und Wirkung
Bei Erscheinen des Albums wurde von Musikkritikern zunächst der Umstand hervorgehoben, dass Darkthrone mit Soulside Journey in einer Zeit, in der die Szene von Bands aus Schweden und Florida dominiert wurde, eines der ersten Death-Metal-Alben aus Norwegen veröffentlicht hätten. Kritisiert wurde aber, dass der Musikstil gegenüber anderen Bands wenig Eigenständigkeit zeige. Ebenso wurde die Albenproduktion als nicht optimal bezeichnet. Frank Albrecht vergab dem Werk in seiner Rezension zum Album eine Wertung von 8,5/10 Punkten und zog zum Schluss folgendes Fazit:

„Nichtsdestotrotz ist ‚Soulside Journey‘ ein hochinteressantes Album, das für einigen Wirbel sorgen wird. Ich verteile 8,5 Punkte, verbunden mit dem Rat, nächstes Mal am besten in Australien oder auf den Fidschi-Inseln zu produzieren, um einen eigenständigeren Sound hinzukriegen.“

Im deutschen Metal Hammer bezeichnete Tom Lubowski Soulside Journey rückblickend als „lupenreine Death Metal-Scheibe“, auf welcher sich Darkthrone noch „pseudonymfrei“ und „zu gut produziert“ auf „stilistischen Abwegen“ befinden. Dennoch sei auf dem Album bereits deutlich anzumerken wie die Band „den Löwenanteil zum späteren Schmelztiegel“Black Metal„[anrührt]“. Lubowski sprach Soulside Journey angesichts der „späteren Kursänderung“ Darkthrones außerdem zu, ein „bedeutendes Dokument der Metal-Zeitgeschichte“ zu sein.
Im Nachhinein wurde der Stil des Albums nicht wieder aufgegriffen; das unmittelbar nach Soulside Journey während des Stilwechsels hin zum Black Metal aufgenommene Werk Goatlord wurde im Zuge dieser Entwicklung verworfen und erst 1996 mit Gesangsspuren versehen und regulär veröffentlicht. Stattdessen erschien 1992 das nominelle Folgewerk A Blaze in the Northern Sky.
Der Titel des Liedes Neptune Towers war auch der Name eines 1993 gegründeten Ambient-Nebenprojektes von Gylve „Fenriz“ Nagell.